# مگاسکولسیده
مگاسکولسیده (نام علمی: Megascolecidae) نام یک خانواده بزرگ از کرم‌های خاکی هستند که بومیِ استرالیا، نیوزیلند، شرق آسیا، جنوب شرق آسیا و آمریکای شمالی هستند. تبارشناسی قدیمی‌ترین انواع شناخته‌شده از این کرم‌ها نشان می دهد که این خانواده، توزیعی گوندوانایی داشته‌اند و از چنین یافته‌ای، به‌عنوان شاهدی بر رانش قاره‌ای استفاده شده است.